# فیلیپ اوده
فیلیپ اوده (به انگلیسی: Filip Ude) ژیمناست زادهٔ ۳ ژوئن ۱۹۸۶ میلادی اهل کشور کرواسی است.